# ミサイルの一覧/T
Tで始まるミサイルの一覧。便宜上Wまでのミサイルの一覧を含む。

## T
- TR-1 (テンプ)
- TianYan（天燕）
  - TY-90

## U
- UGM-27（ポラリス）
- UGM-73（ポセイドン）
- UGM-89（パーシュース）
- UGM-96（トライデントI）
- UGM-133（トライデントII）
- UR-100
- UR-100MR
- UR-100N
- UR-200
- UUM-44（サブロック）
- UUM-125（シーランス）

## V
- V1飛行爆弾（Fi 103）
- V2ロケット
- VT-1（クロタルNG）